# Taxón nominal
En el Código de Zoología, y en el armonizado BioCode, se define al taxón nominal como la asociación permanente entre un "nombre" y un "tipo". Se aplica a todos los nombres establecidos (válidamente publicados en Botánica, disponibles en Zoología).
Los Códigos de Botánica y Bacterias no definen al taxón nominal, cuando es necesario hacen referencia directamente al "nombre", o nombre formal para ese Código, al que definen como un nombre establecido.
| BioCode (unificado)     | BC (de Bacterias)     | ICBN (de Botánica)    | ICNCP (de Plantas Cultivadas) | ICZN (de Zoología) |
| ----------------------- | --------------------- | --------------------- | --- | ------------------ |
| Tipos                   |                       |                       | |                    |
| tipo portador de nombre | tipo nomenclatural    | tipo nomenclatural    | No define "tipo", el nombre es inamovible de la descripción con la que fue establecido, se pueden enviar muestras a colecciones llamadas "estándar nomenclatural" | tipo nomenclatural |
| taxón nominal           | nombre y tipo         | nombre y tipo         | ------ | taxón nominal      |
| Estatus nomenclatural   |                       |                       | |                    |
| establecido             | válidamente publicado | válidamente publicado | establecido | disponible         |

Seguir leyendo en: Nomenclatura biológica
- Datos: Q24953129